# Luzerner Chronik

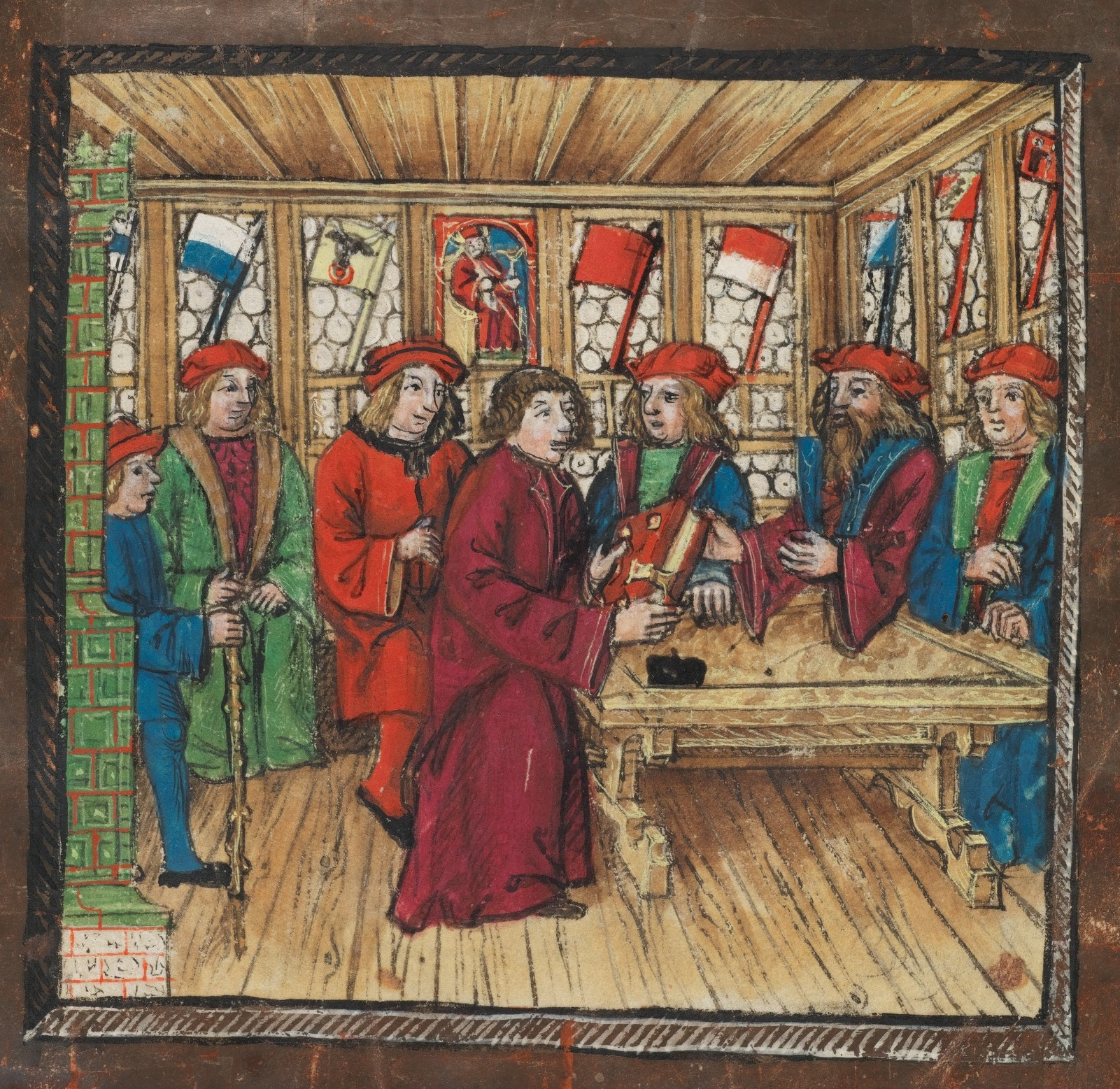
Diebold Schilling überreicht seine Chronik dem Rat von Luzern (1513)

Die Luzerner Chronik oder Luzerner Schilling wurde von 1511 bis 1513 von Diebold Schilling dem Jüngeren verfasst. Sie zählt zu den herausragenden Beispielen der Schweizer Bilderchroniken.

## Inhalt
Die Luzerner Chronik stellt das politische, gesellschaftliche, wirtschaftliche und religiöse Geschehen der Stadt Luzern und der Eidgenossenschaft im Mittelalter dar. Die Chronik setzt ein mit der Gründungslegende von Luzern und behandelt Ereignisse bis ins Jahr 1509. Das Schwergewicht liegt auf der Zeit nach 1474. Bis zu zwei Drittel des Textteiles beruhen auf der Vorgängerchronik von Petermann Etterlin, die 1507 in gedruckter Form erschienen war. Die Handschrift wird als Depositum der Korporation Luzern in der Zentral- und Hochschulbibliothek Luzern aufbewahrt.
Schilling verfasste die Chronik vermutlich im Auftrag der Luzerner Obrigkeit. Die Handschrift umfasst 680 Seiten im Format von 39,5 × 28,5 Zentimeter. 443 davon sind illustriert; 237 sind Textseiten. Nach mehrjähriger Arbeit überreichte er das Werk 1513 dem Rat der Stadt Luzern. Das erste Bild der Chronik stellt die Übergabe dar.

## Gliederung
Die Chronik gliedert sich in folgende Schwerpunkte und Themen:
- Luzerner Frühgeschichte bis zum Bundesbeitritt (503–1332), fol. 2 (S. 13)[3]–7v (S. 24).
- Bundesgeschichte bis Konstanz: Sempacher und Appenzeller Kriege (1351–1418), fol. 8 (S. 25)[4]–35v (S. 70).
- Der Alte Zürichkrieg (1419–1446), fol. 36 (S. 71)[5]–52 (S. 105).
- Rückgriff: Von Sigismunds Wahl zu Friedrich III. Romzug (1410–1452), fol. 52v (S. 106)[6]–60 (S. 121).
- Die Burgunderkriege bis zum Stanser Verkommnis (1456–1481), fol. 60v (S. 122)[7]–126v (S. 256).
- Vom Stanser Verkommnis zum Schwabenkrieg (1478–1499), fol. 127 (S. 257)[8]–172v (S. 348).
- Der Schwabenkrieg bis zum Basler und Schaffhauser Bund (1499–1501), fol. 173 (S. 349)[9]–211v (S. 428).
- Vom Pensionenbrief 1503 zum Konstanzer Reichstag 1507 (1503–1507), fol. 212 (S. 429)[10]–224v (S. 454). Ab fol. 218v (S. 442) folgt Schilling nicht mehr der Vorlage Etterlins.
- Vom Konstanzer Reichstag zum Verfall des französischen Soldbündnisses (1507–1509), fol. 225 (S. 455)[11]–310v (S. 626).
- Der Krieg gegen Venedig bis Okt. 1509 (1509), fol. 311 (S. 627)[12]–339v (S. 684).

Die Illustrationen stammen von zwei verschiedenen Malern. Die traditioneller gehaltenen Bilder Schillings sind naiver, genauer und zeichnen sich durch kräftigere Farben aus. Der zweite Meister ist unbekannt. Seine Bilder sind in helleren Tönen gehalten und bereits durch die Renaissance beeinflusst. 1577 wurde die Handschrift in einen von der Spätrenaissance geprägten Schweinsledereinband gebunden.

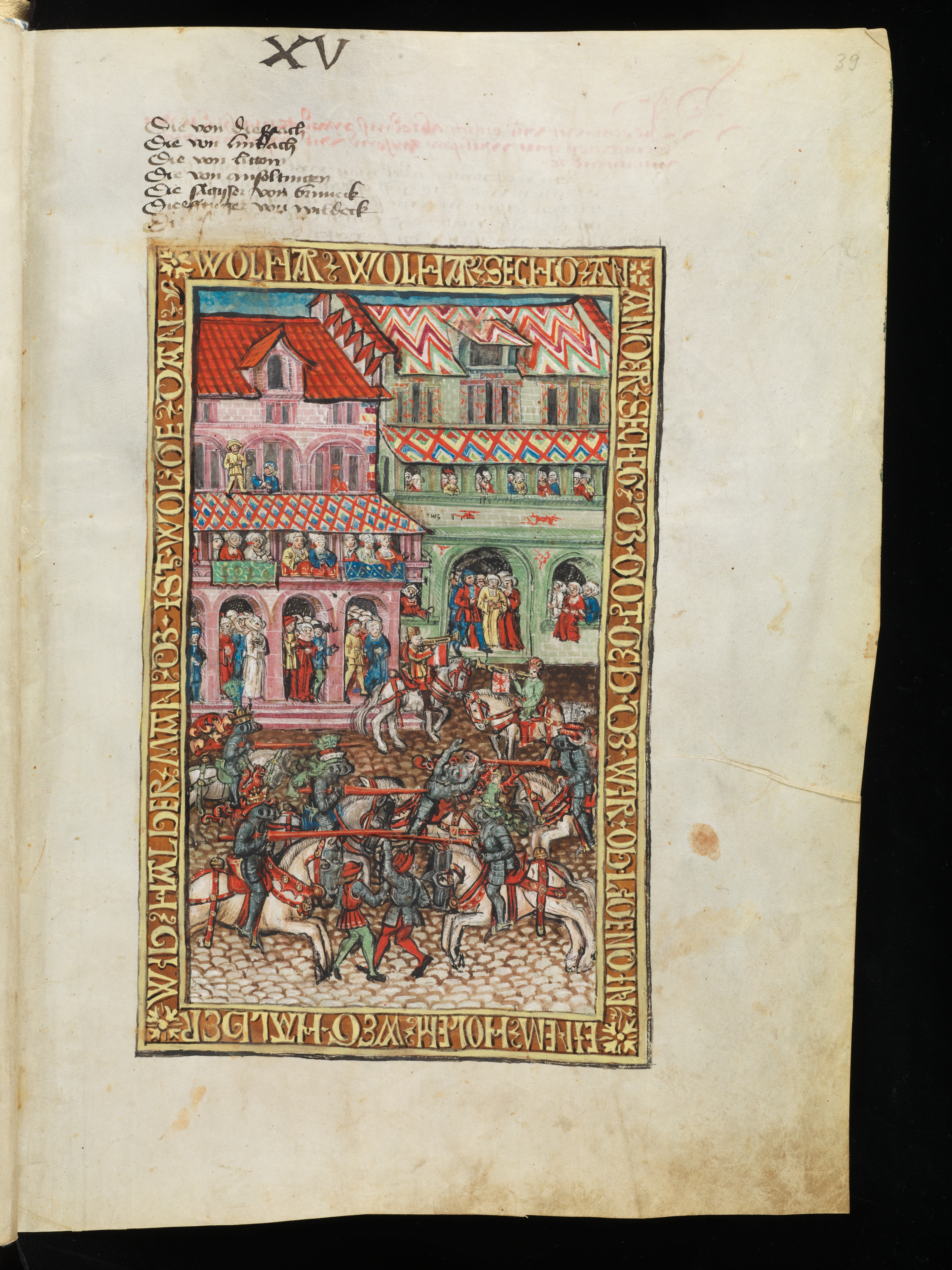
Turnier in Zofingen anlässlich der Lehensübergabe durch Herzog Rudolf IV. von Österreich an seine Vasallen (1361)
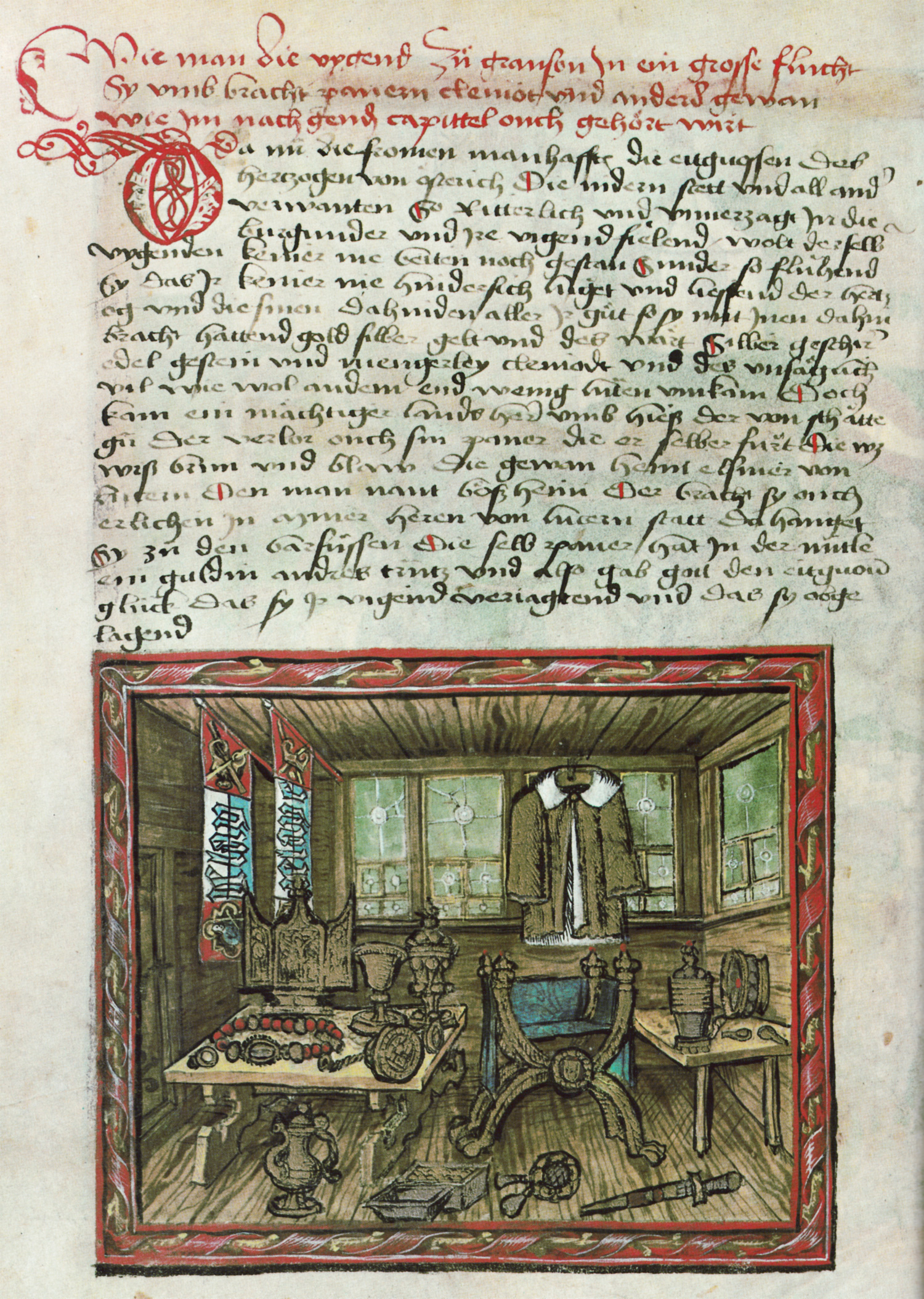
Die Beute von Grandson wird bis zur Verteilung im Luzerner Wasserturm aufbewahrt
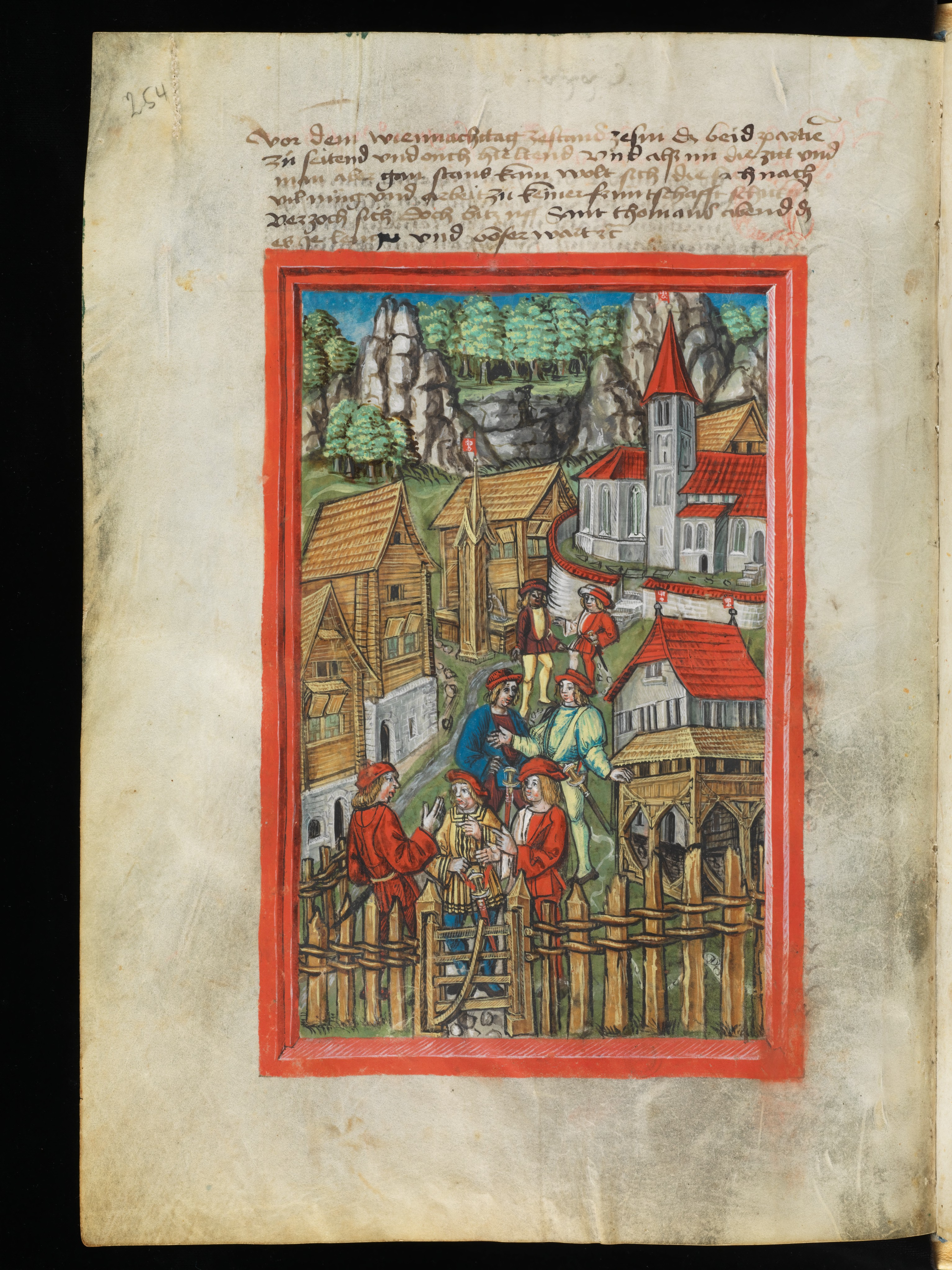
Dorfplatz von Stans während der Tagsatzung (1481)
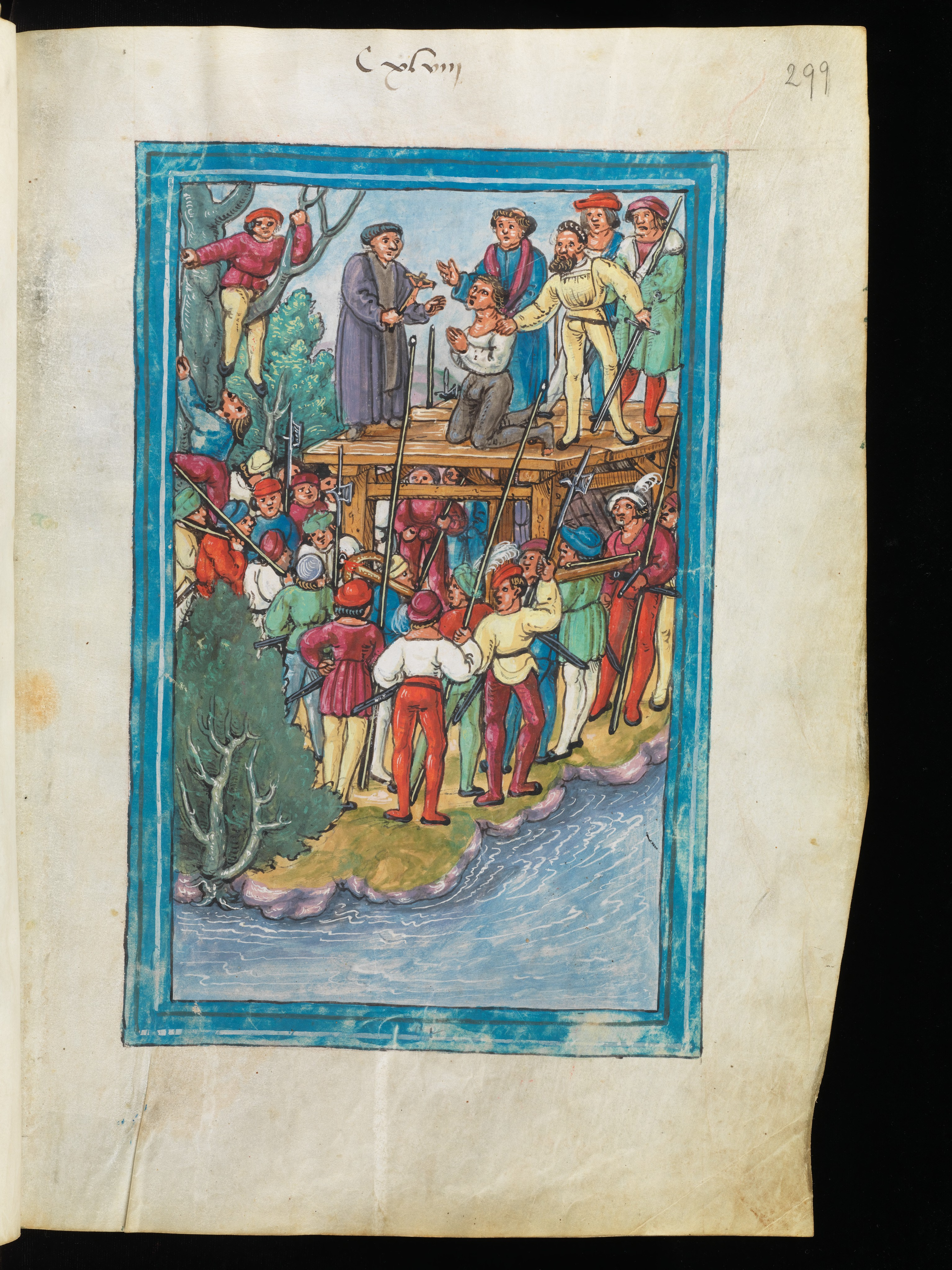
Hans Waldmann bei seiner Hinrichtung auf dem Blutgerüst (1489)

## Ausgaben
Anlässlich des 600. Jahrestages des Beitrittes von Luzern zum Bund der Eidgenossen gaben Hans Bloesch und Paul Hilber 1932 eine Faksimile-Ausgabe heraus. 1981 erschien die von Alfred A. Schmid herausgegebene Faksimile-Ausgabe mit Kommentarband im Faksimile-Verlag Luzern. Seit 2015 ist die digitalisierte Chronik Bestandteil der Virtuellen Handschriftenbibliothek der Schweiz e-codices.